# Under the Sun
"Under the Sun" é uma canção da artista musical britânica Cheryl Cole, contida em seu terceiro álbum de estúdio, A Million Lights (2012). Foi composta pela própria juntamente com Mike Del Rio, Jayson DeZuzio, Steven Battey, Carlos Battey e Alex da Kid, sendo produzida pelo último. A faixa foi lançada como segundo single do disco em 2 de setembro de 2012.

## Faixas e formatos
| Download digital |                                                   |         |  |
| N.º              | Título                                            | Duração |  |
| 1.               | "Under the Sun"                                   | 3:29    |  |
| 2.               | "Under the Sun" (The Alias Remix / Radio Version) | 3:33    |  |
| 3.               | "Under the Sun" (Pantha Remix)                    | 4:16    |  |
| 4.               | "Under the Sun" (Agent X Bassline Mix)            | 5:00    |  |

## Desempenho nas tabelas musicais

### Posições
| Tabela musical (2012)                      | Melhor posição |
| ------------------------------------------ | -------------- |
| Escócia (The Official Charts Company)      | 12             |
| Irlanda (Irish Recorded Music Association) | 16             |
| Reino Unido (UK Singles Chart)             | 13             |

## Histórico de lançamento
| País        | Data                  | Formato          | Gravadora |
| ----------- | --------------------- | ---------------- | --------- |
| Reino Unido | 2 de setembro de 2012 | Download digital | Polydor   |